# Beret
Beret is een plaats (község) en gemeente in het Hongaarse comitaat Borsod-Abaúj-Zemplén. Beret telt 270 inwoners (2001).